# RA 5 (Italië)
De RA 5 of raccordo autostradale 5 is een autoweg in Italië. De RA5 vormt de verbinding tussen de autosnelweg A2 en de stad Potenza. De RA5 is 53 kilometer lang. De weg heeft twee rijstroken per richting zonder vluchtstrook.